# Захарова, Евгения Сергеевна
Евгения Сергеевна Захарова (род. 4 октября 1994 года, Новоуральск, Свердловская область) — российская шорт-трекистка. Бронзовый призёр чемпионата мира 2016 года в эстафете, чемпионка Европы 2015, 3-кратная призёр чемпионатов Европы, чемпионка России и 5-кратная призёр чемпионата России в многоборье, 8-кратная чемпионка и многократная призёр России на отдельных дистанциях. Заслуженный мастер спорта России (2020) по шорт-треку.

## Биография
Евгения Захарова впервые увидела шорт-трек в 10 лет, когда папа Сергей Геннадьевич, председатель спорткомитета Новоуральска привёл её и младшую сестру Валерию на соревнования по шорт-треку, проходящих в рамках всероссийской зимней Спартакиады школьников в 2005 году. Сестре понравилось, она записалась в секцию, а потом и Женю привела. Вместе с 8-ми летней сестрой они стали тренироваться в Новоуральске. Уже через полгода её перевели в старшую группу, а в 12 лет поехала на свои первые сборы в Новогорск, где тренировалась сборная России.
В марте 2011 года Женя одержала пять побед на V зимней Спартакиаде учащихся России и уже в том году попала в юниорскую национальную сборную. В январе 2012 года на юниорском первенстве мира в Мельбурне в составе эстафетной команды выиграла бронзу. Она трижды поднималась на верхнюю ступень пьедестала почета на II Всероссийской Спартакиаде молодёжи. В 2013 году на чемпионате мира среди юниоров в Варшаве Евгения стала серебряным призёром на дистанции 1500 метров и вновь взяла бронзу в эстафете. С того же года её зачислили в спортивный клуб ЦСКА.
В марте на чемпионате России на отдельных дистанциях Захарова стала впервые чемпионкой страны в забеге на 1500 метров и выиграла "бронзу" на дистанции 1000 метров. В декабре завоевала серебряную медаль в эстафете на зимней Универсиаде в Тренто. В декабре 2014 года на чемпионате России по многоборью Женя стала бронзовым призёром страны. В 2015 году на чемпионате Европы в Дордрехте вместе с Софьей Просвирновой, Эминой Малагич и Екатериной Константиновой выиграла золото в эстафете. 
На чемпионате мира в Сеуле Евгения с девчонками по команде выиграла бронзу и серебро чемпионата Европы Сочи в эстафете. На чемпионате России финишировала с золотой медалью на своей коронной дистанции 1500 метров. В 2016 года стала чемпионкой России в многоборье и на дистанциях 500, 1000 и 3000 метров, добавила к в свою коллекцию ещё 4 высшие награды III Спартакиады молодежи России-2016. Через год на чемпионате России выиграла серебряную медаль в многоборье, а также золотую и серебряную медали на отдельных дистанциях 500 и 1000 метров.
В феврале 2017 года Евгения участвовала на III зимних Всемирных военных играх в Сочи и выиграла "бронзу" в забеге на 500 метров и "серебро" в интернациональной смешанной эстафете. В октябре 2018 года на зимней Всероссийской Универсиаде в Красноярске ей не было равных. Она уверенно одержала победы на дистанциях 500, 1000 и 1500 метров, а также в эстафете. На чемпионате Европы в Дордрехте в 2019 году выиграла серебро в эстафете, а в марте на XXIX Всемирной зимней универсиаде в Красноярске в составе команды завоевала золотую медаль в эстафете.
В 2020 году на чемпионате Европы в Дебрецене выиграла бронзу в эстафете. В 2019 и 2020 годах становилась серебряным и бронзовым призёром чемпионата страны соответственно в многоборье. В 2020 году также получила звание Заслуженный мастер спорта России. Сезон 2020/2021 был пропущен из-за пандемии коронавируса. 

## Личная жизнь
Выпускница Уральского федерального университета имени первого Президента России Б. Н. Ельцина в Екатеринбурге. В июне 2019 года Евгения вышла замуж за Дмитрия.